# Kreuz.net
kreuz.net war eine deutschsprachige, katholisch-traditionalistische und rechtskatholische Website mit religions- und kirchenbezogenen Texten. Sie verbreitete auch rechtsextreme, antisemitische, frauenfeindliche, homophobe, diffamierende, rassistische und islamfeindliche Inhalte. Die Website existierte von 2004 bis Dezember 2012, die Domain war am 14. Mai 2002 registriert worden. Die anonymen Betreiber behaupteten, hauptamtliche Mitarbeiter der römisch-katholischen Kirche zu sein.
Alle deutschsprachigen Bischofskonferenzen, die Redaktion von Radio Vatikan (als offizielles Medium des Heiligen Stuhls) und mehrere deutschsprachige Bistümer distanzierten sich von kreuz.net. Gegen bekannt gewordene kirchliche Mitarbeiter und Priester, die für kreuz.net schrieben, erfolgten jedoch in dieser Sache keine kirchlichen Sanktionen.
Die Website wurde durch die Bundesprüfstelle für jugendgefährdende Medien in Deutschland indiziert. Das Portal wurde von Verfassungsschutzbehörden in Deutschland und Österreich beobachtet, die Staatsanwaltschaft Berlin hat 2012 Ermittlungen wegen des Verdachts der Volksverhetzung aufgenommen. Im Dezember 2012 wurde kreuz.net abgeschaltet; der Rechner wurde im August 2013 von der österreichischen Polizei beschlagnahmt.

## Konzept
Die Website war seit Oktober 2004 in Betrieb und veröffentlichte namentlich oder anonym eingereichte sowie eigene Beiträge. Die Redaktion von kreuz.net veröffentlichte im redaktionellen Teil täglich mehrere Artikel, die von registrierten Benutzern kommentiert werden konnten, darunter zunächst für jeden Tag die so genannten kreuzmeldungen, in denen Meldungen aus aller Welt zusammengefasst wurden, sowie Artikel in Kommentarform. Die Redaktion von kreuz.net beeinflusste dabei den Verlauf der Leserdiskussionen durch Löschung kritischer Leserkommentare. Bis Juli 2011 konnten die Benutzer in einem inzwischen gelöschten, als Leserzeitung bezeichneten Bereich eigene Beiträge erstellen, die teilweise in den redaktionellen Teil übernommen wurden.

### Thematik
kreuz.net bot nach Ansicht von Michael Sontheimer und Peter Wensierski in einem Beitrag im Magazin Spiegel Online „Eiferern“ ein Podium für die Verbreitung „rechtsextremer, vorgeblich katholischer Positionen“. Themenkomplexe waren unter anderem: Ablehnung von Schwangerschaftsabbruch und der Sterbehilfe, der Homosexualität und des Zweiten Vatikanischen Konzils, katholischer Traditionalismus, Berichte über und Werbung für Kirchenmusik, Privatoffenbarungen und neue geistliche Gemeinschaften, Kreationismus, Islamfeindlichkeit sowie Verbreitung von Antisemitismus und Holocaustleugnung. Die dabei verwendete aggressive Ausdrucksweise wurde von der Frankfurter Allgemeine Zeitung als „Hetzvokabular des Stürmers“ bezeichnet. Dazu wurden in bestimmten Themenbereichen gerne – meist pejorative – neologistische Eigenkreationen verwendet. Der Historiker und Publizist Volker Weiß und der Zentralrat der Juden in Deutschland stufen kreuz.net als Hass-Website ein.

### Betreibergemeinschaft „Sodalicium for Religion and Information“
Das Impressum verwies auf eine Adresse in den Vereinigten Staaten: Sodalicium for Religion and Information („Vereinigung für Religion und Information“), 1018 E. Mariposa Ave, El Segundo, CA 90245-3114 U.S.A. Bis Dezember 2004 wurde im Impressum noch „Prof. P. G. Ferocior“ (lat. ferocior, Komparativ von ferox, -cis, bedeutet „wilder“ oder „gewalttätiger“ bzw. „grimmiger“) als Verantwortlicher genannt; ob es sich dabei um ein Pseudonym handelte, ist unbekannt. In jüngeren Aufzeichnungen der Seite (seit Februar 2005) war dieser Name nicht mehr enthalten.
Die Betreiber von kreuz.net waren bis zu einer Durchsuchung im August 2013 in der Öffentlichkeit nicht als solche bekannt. Sie bezeichneten sich selbst als „Initiative einer internationalen privaten Gruppe von Katholiken in Europa und Übersee, die hauptberuflich im kirchlichen Dienst tätig sind. Kreuz.net akzeptiert ohne Namen eingereichte Informationen und betrachtet es als Ehrensache, die strikte Anonymität seiner Informanten zu wahren.“ Als letzte Anschrift des „Sodalicium for Religion and Information“ wurde im Whois eine Adresse in Panama-Stadt genannt.

### Autoren
Auf kreuz.net erschienen Beiträge des inzwischen verstorbenen, als „Pornojäger“ bekannten Aktivisten Martin Humer, seines Nachfolgers Klaus Günter Annen, des Vorsitzenden der rechtsextremen Parteien und Vereine Pro Köln, Pro NRW und des Dachverbandes Pro-Bewegung Markus Beisicht, der Kölner Stadträtin Regina Wilden (Pro Köln), des Politikers Ewald Stadler (FPÖ), des Publizisten Mathias von Gersdorff, des Bundesobmanns der österreichischen Partei CPÖ Alfons Adam, des wegen Volksverhetzung verurteilten Erlanger Holocaustleugners Johannes Lerle, des Ökonomen Friedrich Romig, des dem Engelwerk angehörenden Weihbischofs Athanasius Schneider ORC, des ehemaligen Jesuiten Andreas Hönisch SJM (Gründer der Katholischen Pfadfinderschaft Europas), sowie des von kreuz.net als „Heldenbischof“ bezeichneten Holocaustleugners Richard Williamson aus London.
Auch antisemitische Reden des iranischen Präsidenten Mahmud Ahmadinedschad, antiamerikanische Reden des libyschen Präsidenten Muammar al-Gaddafi, Texte der Kinder- und Jugendlichenpsychotherapeutin Christa Meves und Artikel von Christian Bärthel, Aktivist einer selbsternannten „Kommissarischen Reichsregierung“, wurden als Beiträge veröffentlicht. Die meisten Texte waren nicht namentlich gekennzeichnet. Gelegentlich erschienen Artikel verstorbener Personen wie Charles de Foucauld und Edgar Julius Jung, aber auch Joseph Goebbels und Heinrich Himmler. Einzelne Artikel erschienen unter Decknamen, darunter der des judenfeindlichen Dompredigers Balthasar Hubmaier aus dem 16. Jahrhundert.
Nach Informationen von Spiegel Online „sind oder waren (…) mindestens zwei Dutzend Autoren mit kirchlichem Hintergrund auf dem katholischen, teils als verfassungsfeindlich eingestuften Nachrichtenportal aktiv, darunter Priester, Kirchenangestellte und mindestens ein Religionslehrer“. Auf kreuz.net fanden sich Texte des Theologen Georg May aus dem Bistum Mainz, des im Bistum Limburg tätigen Religionslehrers Hubert Hecker und des Priesters Hendrick Jolie, eines Sprechers des Netzwerkes katholischer Priester. Rudolf Neumaier und Frederik Obermaier weisen in der Süddeutschen Zeitung unter anderem darauf hin, dass „kirchenpolitisch und liturgisch“ die Ziele von kreuz.net und des Netzwerkes identisch seien und bis 2009 auf der Webseite des Netzwerkes ein kreuz.net-Liveticker geschaltet war. May gab an, die Veröffentlichung eines in den 1990er Jahren von ihm verfassten Textes sei ohne sein Wissen und ohne seinen Willen erfolgt; er habe mit kreuz.net nichts zu tun. Das Bistum Limburg erklärte, es habe Hecker im Jahr 2010 jegliche Publikation auf kreuz.net untersagt.
Hendrick Jolie gab zunächst an, seine Texte seien ohne seine Zustimmung auf kreuz.net erschienen; das Bistum Mainz teilte daraufhin mit, es sehe keine Notwendigkeit, den Vorgang zu untersuchen. Zu weiteren Informationen, die Spiegel Online im November 2012 veröffentlichte, darunter ein vom Netzwerk katholischer Priester selbst verbreiteter Text über einen Artikel von „Pfarrer Hendrick Jolie in kreuz.net am 23.3.2005“ unter dem Titel „Vom Priester zum Zelebrationskasper?“, wollte sich Jolie nicht äußern; sowohl kreuz.net als auch das Priesternetzwerk löschten die Spiegel Online vorliegenden Beiträge. Am 14. November 2012 räumte Jolie ein, doch an kreuz.net beteiligt gewesen zu sein. Jolie hatte in Kommentaren auf kreuz.net Papstprediger Raniero Cantalamessa und Kurienstaatssekretär Angelo Sodano als „Gehirngnome“ bezeichnet. In einem Gespräch mit Verantwortlichen des Bistums Mainz am 23. November 2012 gab Jolie zu, dass er entgegen früheren Darstellungen auch Texte an kreuz.net geliefert habe, in denen es um kirchenpolitische Sachverhalte und Urteile, aber auch um Personen ging. In einem Brief an Kardinal Lehmann entschuldigte er sich hierfür. Der Kardinal ermahnte ihn, zukünftig mit Verlautbarungen sensibel umzugehen.
Durch Analysen des Mailverkehrs mit der kreuz.net-Redaktion, der der Aktion Stoppt kreuz.net anonym zugespielt wurde, konnten im November 2012 weitere Verfasser von kreuz.net-Artikeln identifiziert werden: Walter B., ein in Israel mit Einreiseverbot belegter Rentner als Verfasser antiisraelischer Texte, Wilhelm D., ein ehemaliger Religionslehrer in Augsburg, und der Abtreibungsgegner Andreas K. aus Österreich. Alle drei bestätigten ihre Autorentätigkeit für kreuz.net.

### Öffentlich rezipierte Artikel
→ Artikel mit strafrechtlichen Folgen werden im Abschnitt Strafrecht behandelt.
Im Jahr 2007 erschien auf kreuz.net ein Interview einer Regensburger Journalistin, das Gloria von Thurn und Taxis über eine Wallfahrt der von ihr selbst gegründeten und geleiteten Marianischen Frauencongregation gegeben hatte. Auf deren Website wurde kreuz.net noch bis zum 28. November 2012 verlinkt.
Im Januar 2009 war kreuz.net bereits einen Tag vor der offiziellen Bekanntgabe über die Ernennung des Windischgarstener Pfarrers Gerhard Maria Wagner zum Weihbischof in Linz informiert.
Im Dezember 2009 meldete die katholische Nachrichtenagentur Kathpress, kreuz.net verbreite ein vorgeblich von der Gottesdienstkongregation stammendes, tatsächlich aber gefälschtes Dokument namens Musicam sacram fovere, das eine konservative Liturgiereform propagiere.
Im Jahr 2011 wurde ein internes Dokument der Deutschen Bischofskonferenz über den Umgang mit innerkirchlichen Fällen sexuellen Missbrauchs wenige Stunden nach seiner Erstellung auf kreuz.net veröffentlicht. Die verantwortliche Person wurde bisher nicht bekannt (Stand: September 2012).

## Rezeption

### Stellungnahmen aus der römisch-katholischen Kirche

#### 2004–2009
Die römisch-katholischen Deutschen und Österreichischen Bischofskonferenzen distanzierten sich ausdrücklich von kreuz.net. Die Deutsche Bischofskonferenz warf kreuz.net antisemitische Äußerungen vor und ließ Pressesprecher Matthias Kopp erklären:

„kreuz.net hat sich in Vergangenheit und Gegenwart durch mehr als fragwürdige Äußerungen hervorgetan. Die Seite hat keinen offiziellen Charakter. Kontinuierliche antisemitische Entgleisungen und andauernde billig-polemische Hetzereien gegen deutsche Bischöfe sind unerträglich.“

Die Deutsche Bischofskonferenz habe sich schon immer von kreuz.net distanziert.
Die Österreichische Bischofskonferenz kritisierte „sektiererische Hetzpropaganda“. Auch distanzierte sich Radio Vatikan, das kreuz.net mehrmals verlinkt und von März 2005 bis November 2008 selbst als Quelle genutzt hatte, im Februar 2009.

#### 2010–2012
Die Schweizer Bischofskonferenz gab an, über kreuz.net informiert zu sein, jedoch auf dessen Polemik gegen den Basler Bischof Felix Gmür nicht reagieren zu wollen, um dem Portal keine Aufmerksamkeit zu verschaffen. Sie distanzierte sich im November 2012 von kreuz.net und gab an, sich nicht erklären zu können, weshalb regelmäßig Nachrichten aus dem Bistum Chur auf kreuz.net auftauchten.
Umstrittene Inhalte und die oft aggressive Ausdrucksweise haben kreuz.net vielfach Kritik, beispielsweise seitens des homosexuellen Theologen David Berger und der Diözese Linz, eingetragen. Das Internetportal verfüge „offenbar über gute Kontakte zu innerkirchlichen Kreisen“. Berger nannte insbesondere „Frauenverachtung und extreme Schwulenfeindlichkeit“ als bigottes Motiv der „Vulgärtraditionalisten“, woraufhin ihm auf kreuz.net das Lebensrecht abgesprochen wurde. Die auf kreuz.net verbreiteten Drohungen gegen Berger sind polizeibekannt.
Auf Vorhaltungen gegenüber dem Kölner Erzbischof Joachim Meisner, dass er von kreuz.net zwar einerseits scharf angegriffen, andererseits aber „bejubelt“ worden sei, weil er David Berger die Missio canonica entzogen hatte, distanzierte sich Kardinal Meisner im Juni 2011 von kreuz.net. Meisner kritisierte insbesondere den „gehässigen und beleidigenden Stil vieler Beiträge“ und erklärte, die bewusste Anonymität von Autoren und Betreibern widerspreche dem für eine offene Kommunikation notwendigen Verantwortungsbewusstsein. Meisner betonte noch einmal, dass kreuz.net kein Angebot der katholischen Kirche sei, diese aber aufgrund des Server-Standortes außerhalb des deutschen Rechtsraums nicht juristisch gegen deren Eigenbezeichnung „katholisch“ vorgehen könne.
Im Februar 2012 äußerte sich kreuz.net-Autor Reto Nay, Gründer des kreuz.net-nahen Internetportals gloria.tv und damals Pfarrer der Kirchgemeinde Tujetsch, zustimmend über kreuz.net und die dortige Nachpublikation von ihm verfasster Artikel. Das Bistum Chur gab an, von diesen Veröffentlichungen nichts gewusst zu haben, und zitierte Nay zum Gespräch. Für einen Priester des Bistums gelte zwar Meinungsfreiheit, jedoch dürften öffentliche Aussagen nicht dem katholischen Glauben widersprechen und Andersdenkende weder diskriminiert noch verletzt werden. Der Bistumssprecher kritisierte kreuz.net als Website mit „teils menschenverachtenden, diskriminierenden Inhalten“. Im Juni 2012 erklärte der Churer Bischof Vitus Huonder, es sei für einen Priester seines Bistums nicht angemessen, auf kreuz.net zu publizieren.
Im März 2012 erklärte der Sprecher der Deutschen Bischofskonferenz Matthias Kopp in einem Interview gegenüber dem Kölner Domradio: „Diese Seite hat mit der katholischen Kirche nichts zu tun. Hier wird der Begriff des Katholischen missbraucht.“
Markus Reder, Chefredakteur der Zeitung Die Tagespost (Katholische Zeitung für Politik, Gesellschaft und Kultur), schrieb im März 2012: „Dieses Internetportal bedeutet einen schweren Schaden für die Kirche. […] Was auf dessen Seiten geschieht, ist widerlich, primitiv und hat mit Christentum und katholischer Kirche nichts zu tun. Das kann man gar nicht laut und deutlich genug sagen. Hier wird in eklatantem Widerspruch zum Evangelium gehetzt und Gift gespritzt. Das betrifft Sprache, Stil und Inhalte.“
Im Juni 2012 kritisierten das Erzbistum München und Freising sowie die Bistümer Eichstätt, Augsburg und Regensburg kreuz.net als „hetzerische und menschenverachtende Internetseite“. Der Münchner Bistumssprecher Bernhard Kellner gab an, schon die Mitarbeit bei kreuz.net ziehe in kirchlichen Kreisen berufliche Konsequenzen nach sich.
Nach einem von kreuz.net veröffentlichten Schmähartikel gegen den kurz zuvor plötzlich verstorbenen homosexuellen Schauspieler Dirk Bach distanzierte sich die Deutsche Bischofskonferenz erneut und erklärte, die Autoren namentlich gezeichneter Artikel seien für sie nicht auffindbar. Spiegel Online widersprach dieser Darstellung. Nach der Aufdeckung der Mitarbeit des Priesters Hendrick Jolie (siehe oben) bei kreuz.net kommentierte die Bischofskonferenz, die Website sei „keine Plattform für katholische Priester“. Das Bistum Mainz kündigte ein „amtliches, formelles Gespräch“ mit Jolie an und bat darum, von Vorverurteilungen abzusehen. Erst nach dem Gespräch sei eine verantwortliche Bewertung der Vorwürfe möglich. Jolie bekannte sich zu seinen Texten, Bischof Karl Lehmann dankte ihm für diese Selbstkritik und beließ es bei einer Rüge. Am 28. November 2012 legte Jolie seine Sprecherfunktion im Netzwerk katholischer Priester nieder.
Der Bischof von Rottenburg und Stuttgart, Gebhard Fürst, bezeichnete 2012 kreuz.net als „kriminelle, menschenverachtende Stimme mit abstoßender Sprache“ und erklärte, die Kirche dürfe kreuz.net nicht das Feld überlassen. Im November 2012 erklärte der Wiener Erzbischof, Christoph Kardinal Schönborn, kreuz.net sei „kein katholisches Medium“. Das Landeskomitee der Katholiken in Bayern übte 2012 scharfe Kritik an kreuz.net und rief die Deutsche Bischofskonferenz auf, dem dortigen Stil entschieden entgegenzutreten; man könne sich nicht damit herausreden, nicht zu wissen, wer dahinter stehe. Matthias Neff, Weltanschauungsreferent des Bistums Trier, ließ verlauten, eine Mitarbeit oder Zuträgerschaft bei kreuz.net sei mit dem Dienst in der Kirche nicht zu vereinbaren.
Am 21. November 2012 forderte der Medienreferent der Österreichischen Bischofskonferenz, Paul Wuthe, kreuz.net zu sperren und die Betreiber strafrechtlich zu verfolgen. Nach den Worten von Erzbischof Gerhard Ludwig Müller, Präfekt der Glaubenskongregation, habe kreuz.net nichts mit christlichem Glauben zu tun.
Der Trierer Bischof Stephan Ackermann kritisierte kreuz.net in seiner Silvesterpredigt 2012. Er äußerte, Einzelne und Gruppen praktizierten innerhalb der Kirche einen Weg, sich gegenüber der „feindlichen Welt“ abzugrenzen, und nannte kreuz.net als besonders abstoßendes Beispiel dafür, dass sich dieser Weg nicht selten mit dem Pathos jener, die „als letzte die wahre Lehre der Kirche“ hochhielten, verbinde.

#### 2013–2014
Im August 2013 schloss sich die Diözese Feldkirch den Äußerungen Kardinal Schönborns zu kreuz.net im Vorjahr an.
Auf einer Informationsveranstaltung der Katholischen Akademie in Mülheim an der Ruhr zum Thema Rechtsextremismus in der katholischen Kirche bezeichnete Klaus Pfeffer, Generalvikar des Bistums Essen, kreuz.net am 3. Juli 2014 als „Spitze eines Eisbergs“. Der Pressesprecher des Bistums, Ulrich Lota, erklärte, die Website sei tot, aber die Gesinnung lebe weiter. In seiner Presseerklärung beschrieb das Bistum kreuz.net und gloria.tv als Websites für „christliche Hassprediger“ und verglich die Betreiber mit Dschihadisten und Islamisten.

### Reaktionen von Politikern
Im Oktober 2012 nahmen Politiker von Bündnis 90/Die Grünen zu kreuz.net Stellung. Die Parteivorsitzende Claudia Roth forderte, die polizeilichen Ermittlungen gegen kreuz.net auf die Hintermänner der Website auszuweiten. Der menschenrechtspolitische Sprecher der Grünen-Bundestagsfraktion, Volker Beck, bezeichnete die bisherigen kirchlichen Maßnahmen gegen kreuz.net als unzureichend und rief die katholische Kirche zur Exkommunikation katholischer Mitarbeiter und Betreiber von kreuz.net auf. Im November 2012 übergab Beck Unterlagen zu kreuz.net an Hans-Georg Maaßen, den Präsidenten des Bundesamtes für Verfassungsschutz. Nach Becks Angaben kamen die Akteure von kreuz.net vorwiegend aus Österreich, außerdem aus Köln und Heidelberg.
Die österreichischen Bundesratsabgeordneten Marco Schreuder, Elisabeth Kerschbaum und Efgani Dönmez (Grüne) richteten am 9. Oktober 2012 eine parlamentarische Anfrage zu polizeilichen Maßnahmen gegen kreuz.net an Innenministerin Johanna Mikl-Leitner (ÖVP). Die Ministerin erteilte am 3. Dezember 2012 Auskunft über bisherige Ermittlungsverfahren in Sachen kreuz.net und erklärte, von Amts wegen seien keine Strafanzeigen erstattet worden.
Im Januar 2013 nannte Jimmy Schulz, Bundestagsabgeordneter und Netzpolitiker der FDP, kreuz.net als Beispiel für die Nachteile der Anonymität im Internet, die er aber im Grundsatz befürwortete.

## Einstufung von staatlicher Seite

### Deutschland
Das Bundesamt für Verfassungsschutz stuft kreuz.net als teilweise antisemitisch und muslimfeindlich ein. Auf eine Anfrage des parlamentarischen Geschäftsführers der Grünen, Volker Beck, antwortete Verfassungsschutzpräsident Heinz Fromm, dass sich das Web-Portal „durch homophobe, muslimfeindliche und antisemitische Äußerungen“ auszeichne. Viele Beiträge seien nicht vom Grundrecht auf Meinungsfreiheit gedeckt und überschritten die Grenzen zur Strafbarkeit. Die Prüfung von kreuz.net erfolgte durch die für Rechtsextremismus zuständige Abteilung des Bundesamtes. Laut Verfassungsschutz gab es Erkenntnisse über Querverbindungen zwischen kreuz.net und der rechtsextremen „Bürgerbewegung pro Köln“.
Im Jahr 2012 wurde kreuz.net noch nicht in den Verfassungsschutzbericht aufgenommen, da die Ermittler die Tätigkeit keiner feststehenden Gruppierung zuordnen konnten. Im 2013 veröffentlichten Verfassungsschutzbericht für Nordrhein-Westfalen wurde kreuz.net im Abschnitt Rechtsextremismus als „Hetzportal“ angeführt.

### Österreich
Die Website wurde vom österreichischen Bundesamt für Verfassungsschutz und Terrorismusbekämpfung beobachtet. Wie Karl-Heinz Grundböck, Sprecher des österreichischen Innenministeriums, im Oktober 2012 mitteilte, habe die Behörde am Serverstandort in den USA keine Ausforschungsmöglichkeiten.

## Rechtliche Aspekte

### Zivilrecht
Im Jahr 2012 löschte Google mehrere kreuz.net-Artikel aus den Suchergebnissen, weil sie rechtswidrige Tatsachenbehauptungen über Bettina Wulff enthielten.
Im Januar 2013 untersagte das Landgericht Hamburg dem Historiker Michael Hesemann die Behauptung, der kreuz.net-Kritiker David Berger habe früher selbst zu den ständigen Autoren von kreuz.net gehört.

### Strafrecht

#### Vor der Abschaltung
Wegen Verwendung des Hitlergrußes in einem kreuz.net-Artikel von Martin Humer zur Zeichentrickserie Popetown hat Google Deutschland diesen Artikel am 10. Januar 2007 aus den Suchergebnissen entfernt.
Im Januar 2008 wurde ein Ermittlungsverfahren wegen Volksverhetzung gegen kreuz.net eingestellt. Wegen des damaligen Hostings in Arizona und des damit verbundenen abschlägig beschiedenen Rechtshilfeersuchens äußerte die Staatsanwaltschaft Berlin: „Im Zuge der Ermittlungen ist es nicht gelungen, einen Tatverdächtigen namhaft zu machen“.
Am 16. März 2010 stellte die österreichische Staatsanwaltschaft Feldkirch ein Ermittlungsverfahren wegen NS-Wiederbetätigung, das auf einer Strafanzeige im Jahr 2009 beruhte, wieder ein.
Im März 2012 wurde der flüchtige, seit 2007 untergetauchte kreuz.net-Autor Johannes Lerle in Lübeck festgenommen und inhaftiert.
Der Bruno Gmünder Verlag stellte aufgrund des Artikels zum Tode von Dirk Bach im Oktober 2012 Strafanzeige wegen Verunglimpfung des Andenkens Verstorbener, Beleidigung, übler Nachrede und Verleumdung gegen den Autor des Artikels und gegen kreuz.net. Der Lesben- und Schwulenverband in Deutschland erstattete in gleicher Sache Strafanzeige wegen Volksverhetzung. Auf Kriminalfälle spezialisierte Sprachwissenschaftler begannen mit der Identifikation anonymer kreuz.net-Autoren anhand sprachlicher Eigenheiten.
Im Oktober 2012 waren Ermittlungsverfahren bei den Staatsanwaltschaften in Frankfurt am Main, Köln und Berlin anhängig. Seitens der Deutschen Bischofskonferenz wurde eine Strafanzeige gegen Unbekannt erstattet.
Im November 2012 führten sechs Mitteilungen an die Internetmeldestelle des österreichischen Bundesamtes für Verfassungsschutz und Terrorismusbekämpfung zu einer Strafanzeige wegen Verhetzung bei der Staatsanwaltschaft Wien. Diese leitete daraufhin ein Ermittlungsverfahren wegen Verhetzung und NS-Wiederbetätigung ein.

#### Nach der Abschaltung
Kurz nach der Abschaltung von kreuz.net erstattete Guido Rodheudt, ein Sprecher des Netzwerks katholischer Priester, eine Strafanzeige gegen David Berger, der Rodheudt als Anhänger von kreuz.net bezeichnet hatte. Berger zufolge wurde das Ermittlungsverfahren im März 2013 von der Staatsanwaltschaft Aachen mangels hinreichenden Verdachts einer strafbaren Handlung eingestellt.
Ende Januar 2013 meldete die Berliner Staatsanwaltschaft Fortschritte im Ermittlungsverfahren gegen kreuz.net, vor allem durch die Zusammenarbeit mit österreichischen Behörden; Teile des Verfahrens wurden an eine andere deutsche Staatsanwaltschaft abgegeben.
Im Verlauf einer Razzia der österreichischen Polizei gegen kreuz.net und gloria.tv wurde im August 2013 der Rechner von kreuz.net beschlagnahmt. Die Wohnungen zweier Priester aus Oberösterreich und Wien wurden durchsucht; beiden wurde die Beteiligung an rechtsextremen, homophoben und antisemitischen Artikeln vorgeworfen. Die Schwester des Wiener Priesters soll versucht haben, Daten zu löschen und die Polizei an der Mitnahme des Computers zu hindern, wobei ein Polizeibeamter verletzt worden sei. Am 11. August 2013 bestätigte das österreichische Innenministerium die Razzien. Die Staatsanwaltschaft Feldkirch erklärte am 12. August 2013, die Durchsuchungen angeordnet und den Fall später wegen des ermittelten Tatorts in Wien an die dortige Staatsanwaltschaft abgegeben zu haben. Am selben Tag bestätigte die belgische Bischofskonferenz, dass beide Priester Mitarbeiter sowohl von kreuz.net als auch von gloria.tv waren; gloria.tv nannte seinerseits Reto Nay und Markus Doppelbauer als einzige Mitarbeiter im Priesterstand sowie Doppelbauers Schwester Eva als Mitarbeiterin. Die verdächtigten Personen erhielten Strafanzeigen, blieben aber auf freiem Fuß.
Im September 2017 wurde in Österreich weiterhin gegen sieben Personen wegen Verhetzung und Verbrechen nach dem Verbotsgesetz auf kreuz.net ermittelt, wie Justizminister Wolfgang Brandstetter (ÖVP) auf Anfrage der Grünen im Nationalrat bestätigte. Unter den Personen, gegen die weiter ermittelt wurde, befand sich auch der Herausgeber der Website. Über die Namen der Beschuldigten machte der Minister unter Hinweis auf die laufenden Verfahren und eine mögliche Gefährdung des Ermittlungserfolgs keine Angaben. Ein Rechtshilfeersuchen der deutschen Ermittlungsbehörden wurde in Österreich bewilligt.
Die Domainreservierung für kreuz.net lief am 14. Mai 2018 ab. Im September 2018 forderte der ehemalige Grünen-Politiker Karl Öllinger in Wien von der österreichischen Justiz Auskunft darüber, was bisherige Ermittlungen gegen kreuz.net und gloria.tv ergeben hatten.

### Jugendschutz
Die Website wurde wegen Holocaustleugnung durch die Bundesprüfstelle für jugendgefährdende Medien indiziert und durfte damit in Deutschland weder offen beworben noch Kindern oder Jugendlichen zugänglich gemacht werden, war aber bis zu ihrer Abschaltung am 2. Dezember 2012 ohne Altersverifikation abrufbar.

### Urheberrecht
Die meisten Texte von kreuz.net wurden seit Herbst 2010 unter der urheberrechtlichen Lizenz Creative Commons BY-NC-SA veröffentlicht. Seit dem 5. November 2012 unterliegen die Texte der Creative-Commons-Lizenz BY-NC-ND, womit keine aus den betreffenden kreuz.net-Texten abgeleiteten Werke mehr hergestellt werden dürfen. Beide Lizenzen erfordern das Einverständnis der Autoren mit der nichtkommerziellen Weiterverbreitung der Inhalte bei Angabe des Verfassers. Inwieweit kreuz.net selbst Urheberrechte respektierte, ist umstritten (siehe hierzu auch Abschnitt Bekannte Autoren).

#### Ablehnende Stellungnahmen
Mehrmals wurden Vorwürfe erhoben, die Website habe Inhalte rechtswidrig veröffentlicht. Die Redaktion der Zeitung Junge Freiheit warf einem selbständigen Aachener Kirchenmusiker vor, einen ihrer Artikel unerlaubt auf kreuz.net veröffentlicht und seine Kirchenmusik-Initiative als Quelle ausgegeben zu haben; der Musiker bestritt die Vorwürfe.

#### Zustimmende Stellungnahmen
Im Oktober 2007 hatte der Aachener Kirchenmusiker Michael Tunger angegeben, die Nachveröffentlichung von ihm verfasster Artikel auf kreuz.net genehmigt zu haben, ohne dessen Mitarbeiter gewesen zu sein. Im November 2012 gaben einige Autoren von kreuz.net-Artikeln an, ihre Texte seien autorisiert und von der Redaktion korrekt behandelt worden.

## Gegenprojekte

### Websites
Die Gegen-Websites kreuts.net und Kreuznetmythen sahen ihren Hauptauftrag darin, Kritik gegen kreuz.net vorzubringen. Das Watchblog Watch Kreuz.Net dokumentierte von Januar 2011 bis Januar 2013 Artikel und Kommentare von kreuz.net, die in besonderer Weise gegen die deutsche Gesetzgebung verstießen, und kommentierte sie in meist polemischer Weise.

### Initiativen von Privatpersonen
Durch Beschwerden und Anzeigen von kreuz.net-Gegnern wurden die Betreiber der Website mehrfach gezwungen, den Webspaceprovider zu wechseln. Zwischen Januar und Oktober 2012 wurden verschiedene Serverstandorte in den USA, in Rumänien und in Frankreich benutzt. Am 5. Oktober 2012 wurde kreuz.net durch eine DDoS-Attacke weitgehend lahmgelegt. Die Attacke war von Personen, die sich als Anhänger des Internetkollektivs Anonymous darstellten, als #OpKreuzNet auf Twitter angekündigt worden.

### Kampagne „Stoppt kreuz.net“
Nach der Aufmerksamkeit über den Artikel gegen den verstorbenen Dirk Bach setzte der Bruno Gmünder Verlag im Oktober 2012 ein sogenanntes „Kopfgeld“ von ursprünglich 15.000 € für Hinweise aus, die zur Ermittlung und rechtskräftigen Verurteilung der kreuz.net-Betreiber führen sollen. Diese Summe wurde kontinuierlich durch Spenden erhöht. Die Koordination der daraus entstandenen Kampagne Stoppt kreuz.net übernahm David Berger. In einem Brief an die Deutsche Bischofskonferenz lud der Verlag diese ein, die Aktion zu unterstützen. Der Brief blieb unbeantwortet.
Nach Angaben der Ermittler von Stoppt kreuz.net gebe es stichhaltige Hinweise, dass kreuz.net von Personen aus dem kirchlichen Dienst, darunter von solchen aus höchsten Kirchenkreisen, betrieben werde. Ein deutschsprachiger Bischof arbeite bei kreuz.net mit; Spuren sollen unter anderem nach Österreich führen. In jedem deutschen Bistum habe mindestens eine bischöfliche Einrichtung den Newsletter von kreuz.net abonniert, in den meisten Fällen handelte es sich um die Pressestellen. Vier der fünf „Macher“ von kreuz.net seien katholische Diözesanpriester, etliche Piusbrüder seien als anonyme Schreiber tätig gewesen. Der Koordinator lobte die römisch-katholische Kirche in Österreich für ihre Zusammenarbeit. Am 6. November 2012 wurde gesammeltes Material an die Staatsanwaltschaft Berlin übergeben. Die Schweizer Bischofskonferenz unterstützte die Kampagne des Bruno Gmünder Verlags seit dem 29. November 2012.
Die Süddeutsche Zeitung wertete die Abschaltung von kreuz.net am 2. Dezember 2012 als Verdienst der Kampagne „Stoppt kreuz.net“. Karl Kardinal Lehmann erklärte: „Es ist für die Kirche beschämend, dass erst die Initiative des Bruno Gmünder-Verlages und das Interesse des Bundeskriminalamtes zusammen mit der öffentlichen Debatte dem unheiligen Treiben ein Ende bereitet haben. Wir haben es leider mit unseren eigenen Mitteln nicht geschafft. Darum danken wir allen, die zur Klärung beigetragen haben, auch wenn sie nicht Freunde der Kirche sind“. Zugleich kritisierte Lehmann Gegner von kreuz.net, die in der Angelegenheit „umfassende und fundamentale Kirchenkritik“ geübt hätten, und verteidigte sein eigenes Vorgehen in der Sache.
Die Bruno Gmünder Group stellte 2014 Insolvenzantrag, das „Kopfgeld“ floss in die Insolvenzmasse. Der Verlagsgründer Bruno Gmünder sagte zu, sein Anteil in Höhe von 10.000 € stehe weiter der Person, die zur Verurteilung der kreuz.net-Betreiber führe, als Belohnung zur Verfügung.

## Angebliche Nachfolgeseiten
Seit dem Ende von kreuz.net traten im Internet mehrere angebliche Nachfolger unter unterschiedlichen, aber ähnlichen Webadressen auf. Bei einem der teilweise nur kurzzeitig aktiven Angebote konnte ein Zusammenhang mit kreuz.net gesichert werden; diese Seiten erreichten nie die Bedeutung des Vorbildes. Nach dem Betreiber der Website „kreuz-net.at“, Günther Schneeweiß-Arnoldstein, wurde seit dem 25. Juli 2017 wegen Verhetzung gefahndet. Der Betreiber war auch Autor des ursprünglichen kreuz.net und ist Mitglied der Studentenverbindung KaV Marco-Danubia Wien. Am 5. September 2017 verurteilte ihn das Landesgericht für Strafsachen Wien (bisher nicht rechtskräftig) zu einer Bewährungsstrafe von vier Monaten mit einer Bewährungsdauer von drei Jahren.